# Đội tuyển Fed Cup Sénégal
Đội tuyển Fed Cup Sénégal đại diện Senegal ở giải đấu quần vợt Fed Cup và được quản lý bởi Liên đoàn Quần vợt Sénégal.  Đội chưa thi đấu lại kể từ năm 1995.

## Lịch sử
Sénégal tham dự kì Fed Cup đầu tiên vào năm 1982.  Đội thất bại tất cả chín trận cho đến hiện tại.